# Rybnicki Festiwal Fotografii
Rybnik Foto Festival (do 2022 jako Rybnicki Festiwal Fotografii) – cykliczna impreza kulturalna organizowana od 2004 roku w Rybniku w celu upowszechniania wiedzy o sztuce fotografii. Ideą tego wydarzenia jest pokazywanie najważniejszych osiągnięć polskich. Osią Festiwalu są spotkania autorskie, podczas których autorzy osobiście opowiadają o swojej twórczości. Festiwal gości uznanych artystów różnych gatunków fotografii: portret, dokument, reportaż, krajobraz, modę, akt, kreację, reklamę. Wydarzeniu towarzyszą wystawy fotograficzne oraz warsztaty praktyczne. 

## Historia

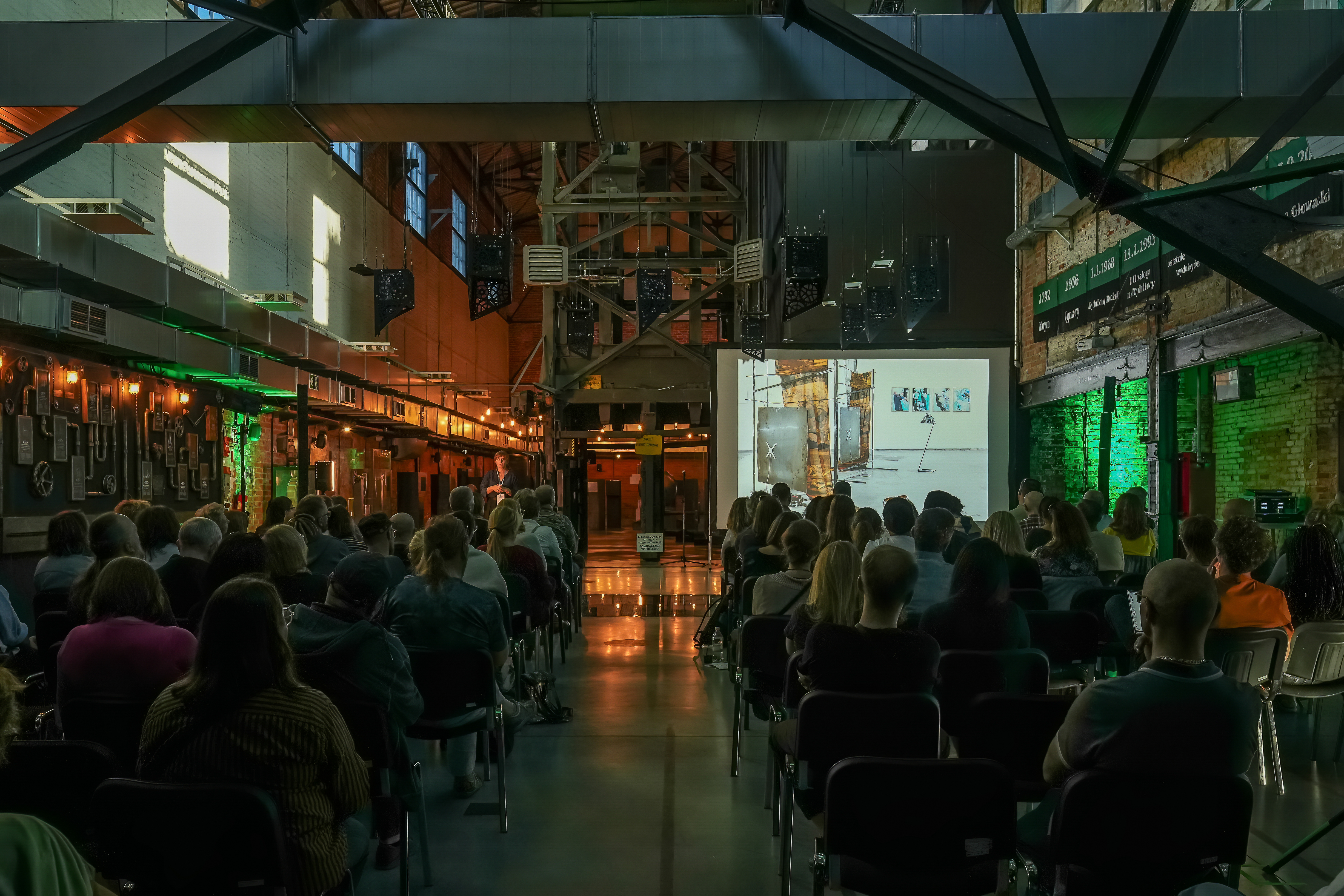
Spotkanie autorskie podczas Festiwalu

Na początku XXI wieku na Górnym Śląsku działało kilkadziesiąt formalnych grup fotograficznych, które nie posiadały wspólnej platformy do wymiany artystycznych doświadczeń. Nisza na regionalnym rynku imprez integrujących środowiska twórcze fotografów sprawiła, że w 2004 roku Stanisław Wójtowicz – ówczesny Prezes Fundacji Elektrowni Rybnik (dziś jest to Fundacja EDF Polska) wyraził zgodę na zorganizowanie dużej wystawy zbiorowej oraz przeprowadzenie kilku spotkań autorskich w murach Fundacji. Za przygotowanie eventu odpowiadał Klub Fotograficzny "Format", na czele z jego ówczesnym szefem – Krzysztofem Liszką, a także Nina Giba niezwiązana z "Formatem", ale pełniąca funkcję rzecznika prasowego. W 2010 roku dyrektorem artystycznym Festiwalu został Marcin Giba. Przyjęta wtedy formuła pozostała obowiązująca do dziś. Podczas jednego weekendu w drugiej połowie marca kilkaset osób, nie tylko z regionu, ale z całej Polski, w tym fotografowie profesjonalni i amatorzy spotykają się w murach Fundacji, żeby słuchać prelegentów, oglądać zdjęcia, rozmawiać o fotografii i uczyć się jej podczas zajęć praktycznych. Festiwalowi od początku towarzyszy Galeria Otwarta, kontynuująca ideę Galerii Bezdomnej. Jest to przestrzeń wystawowa dla wszystkich fotografujących, dzięki którem fotografowie "amatorzy" mogą zaprezentować swoje pracę obok uznanych twórców.  W 2018 roku powstał album z okazji 15 edycji festiwalu podsumowujący wszystkie dotychczasowe edycje. 

## Artyści

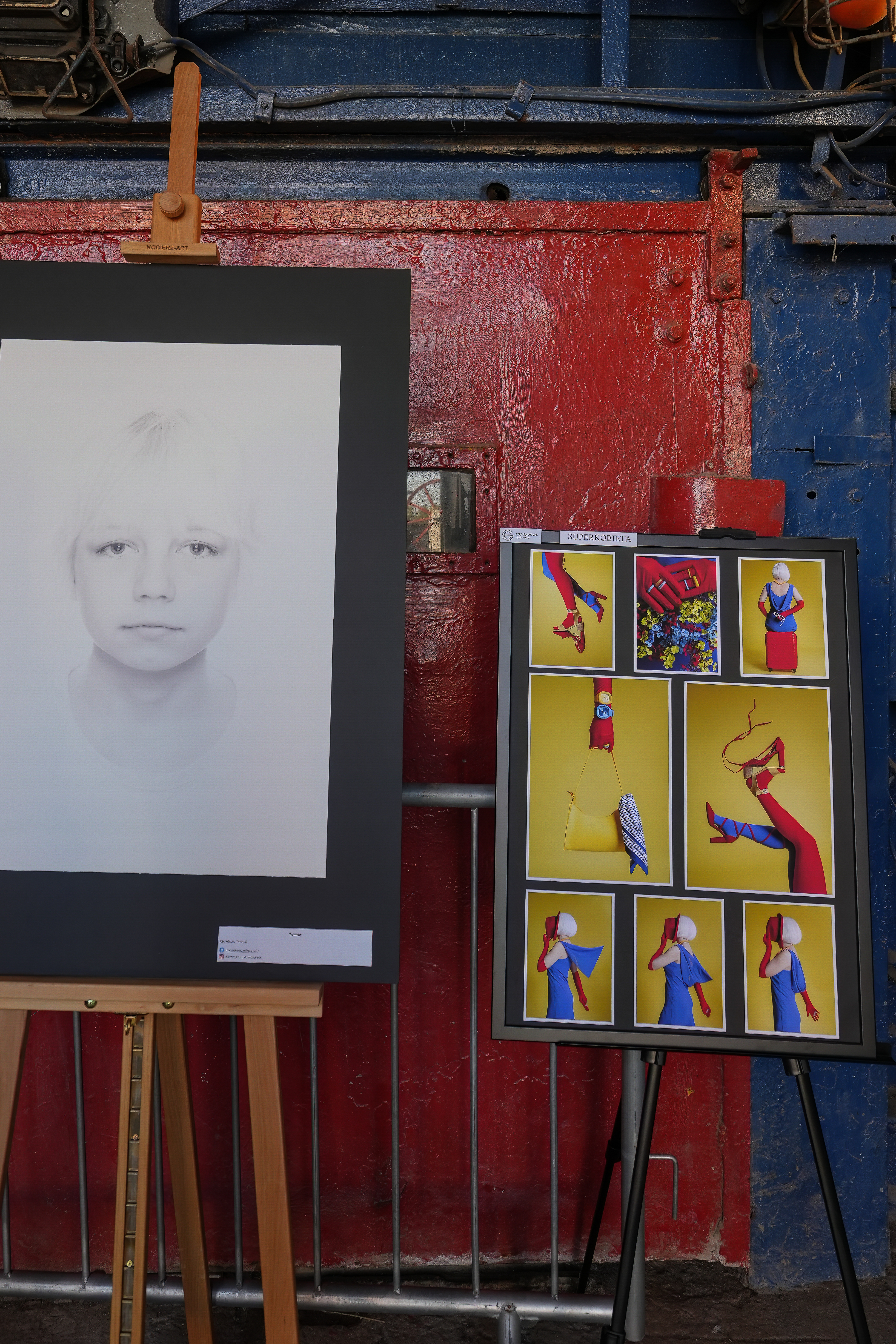
Wystawa fotografii podczas Festiwalu

Na Rybnickim Festiwalu Fotografii zaprezentowali się dotychczas między innymi: Chris Niedenthal, Krzysztof Miller, Kacper Kowalski, Tomasz Sikora, Andrzej Świetlik, Wojciech Prażmowski, Krzysztof Gierałtowski, Maksymilian Rigamonti, Jacek Poremba, Wacław Wantuch, Jan Brykczyński, Paweł Żak, Bogdan Krężel, Filip Springer, Maciej Nabrdalik, Wojciech Grzędziński, Paweł Pierściński, Grzegorz Przyborek, Mariusz Forecki, Marek Straszewski, Rafał Milach, Marek Arcimowicz, Adam Pańczuk, Bart Pogoda, Szymon Brodziak, Filip Ćwik, Paweł Mizieliński, Agnieszka Rayss, Andrzej Kramarz, Arkadiusz Gola, Łukasz Trzciński, Szymon Szcześniak, Paweł Fabjański, Andrzej Dragan, Wiktor Franko, Karolina Jonderko, Emil Biliński, Krzysztof Gołuch, Magda Hueckel, Tomasz Lazar, Paweł Bajew, Arkadiusz Kempka, Tomasz Albin, Adam Lach, Aleksandra Zaborowska, Paweł Totoro Adamiec, Michał Łuczak i kilkadziesiąt innych wybitnych osobistości świata fotografii.